# Моја драга учитељица
Моја драга учитељица (итал. Cara Maestra!, са узвичником на DVD-у) је италијански порнографски филм из 2004. године. Филм је режирао Гвидо Марија Ранијери (итал. Guido Maria Ranieri), а главна глумица је Анђела Ранијери (итал. Angela Ranieri), овде под псеудонимом Asia D’Argento. Филм је снимала кућа FM Video, а на DVD-у у Србији први пут га је издало новосадско предузеће Hexor 2005. године и то у тиражу од 300 комада. Интерна ознака српског издавача је DA13.

## Опис са омота
Сви се добро сећамо наше драге, прве учитељице која нас је научила прве важне ствари у животу. Ова учитељица која је пред Вама, је своје момке научила неким другим, можда још важнијим стварима…

## Улоге
| Глумац          | Улога      |
| --------------- | ---------- |
| Анђела Ранијери | учитељица  |
| Велентајн Деми  | директорка |